# Brandon Tartikoff
Brandon Tartikoff, né le 13 janvier 1949 à Freeport, État de New York, et mort le 27 août 1997 à Los Angeles, Californie, est un producteur de télévision, connu pour avoir travaillé sur le prime time de NBC à la programmation de séries télévisées telles que La Loi de Los Angeles (L.A. Law), ALF, Cosby Show (The Cosby Show), Cheers, Seinfeld, Deux flics à Miami (Miami Vice), Les Craquantes (The Golden Girls), K 2000 (Knight Rider), Agence tous risques (The A-Team), Rick Hunter (Hunter), Les Routes du paradis (Highway to Heaven), Matlock, Les Enquêtes de Remington Steele (Remington Steele) et Campus Show (A Different World).
Tartikoff a également aidé au développement de Punky Brewster, série pour laquelle il trouva le titre après avoir eu une bousculade avec une fille à l'école. Le chien de Punky Brewster, Brandon, en référence à Brandon Tartikoff. Il est également impliqué dans la création des séries à succès Star Trek : Deep Space Nine et Beggars and Choosers.
Tartikoff fut marié à Lilly Tartikoff avec qui il eut deux filles. Sa fille Calla possèdait un restaurant dans l’est de Los Angeles appelé Colony Cafe.

## Biographie
Brandon Tartikoff est diplômé de l'école de Lawrenceville et de l'Université de Yale, puis commence sa carrière sur la chaîne WLS-TV à Chicago. Pendant qu'il suit ses cours à Yale, Tartikoff travaille comme comptable et chef des ventes chez WTNH à New Haven et Hartford, dans le Connecticut. Après l'obtention de son diplôme, il enchaîne plusieurs petits boulots dans la publicité et sur les chaînes de télévision locales. Puis il s'est mis à chercher un emploi ayant attrait au réseau télévisuel pendant ses vacances à Los Angeles.
Ses parents sont tous les deux des survivants de la catastrophe de Tenerife, aux Îles Canaries, entre deux 747 en 1977.

### Carrière
Tartikoff est employé comme responsable de la programmation sur ABC en 1976. Un an plus tard, il est embauché sur NBC par Dick Ebersol pour la direction des programmes. Tartikoff prend le commandement des programmes sur NBC à la suite de Fred Silverman en 1981. À 31 ans, Tartikoff devient le plus jeune président de d'une division de NBC.
À l'époque où Tartikoff prend la direction des programmes, les écrivains font la grève, les filiales faisaient défaut et le réseau ne possédait que trois spectacles en prime time au top 20 : La Petite Maison dans la prairie, Arnold et Willy et Real People. Johnny Carson était supposé être en pourparlers pour le déplacement de son talk show nocturne sur la chaîne ABC. Tout le personnel et les écrivains de Saturday Night Live ont quitté cette série de programme nocturne de divertissement à sketchs, mais les programmes remplaçants ont reçu les pires critiques. Autour de l'année 1982, Tartikoff et son nouveau supérieur, le très réputé anciennement producteur Grant Tinker, ont réussi à renverser la tendance.
À la tête de la division de divertissement de NBC, les succès de Tartikoff comprennent Cosby Show, pour lequel Tartikoff demande à Bill Cosby de créer un épisode pilote après s'être imprégné des histoires de Cosby lorsque celui-ci était venu en guest-star dans The Tonight Show. Tartikoff écrit alors un mémo Brainstorming qui s'intitule simplement MTV cops,,,, et le présente au créateur de séries Anthony Yerkovich, anciennement écrivain et producteur de Capitaine Furillo. Tout ceci donne naissance à Deux flics à Miami, série qui devient l'icône de la culture des années 1980. K 2000 est inspirée par un monde manquant d'hommes capables de prendre des décisions, Tartikoff suggère qu'une voiture parlante pourrait remplir les trous de n'importe quelles aptitudes humaines.
Pendant le déroulement du casting de Sacrée Famille, Tartikoff n'était pas très enthousiaste au sujet de Michael J. Fox dans le rôle d'Alex P. Keaton. Cependant, le producteur de l'émission, Gary David Goldberg, insiste jusqu'à ce que Tartikoff cède en disant « Vas-y puisque tu insistes. Mais je te le dis, ce n'est pas ce genre de visage que tu verras un jour sur une boîte à lunch. » Des années plus tard, après le film Retour vers le futur cimente la célébrité de Michael J. Fox, Fox qui a de l'humour envoie à Tartikoff une boîte à lunch avec l'image de son visage dessus et une note à l'intérieur disait : « À Brandon : Ceci peut te servir à mettre ta honte dedans. Avec amour, je t'embrasse, Michael J. Fox. » Tartikoff gardera cette boîte dans son bureau pour le reste de sa carrière.
Johnny Carson annonce la nouvelle de sa retraite en février 1991 à Tartikoff au Grille de Bevely Hills. Pendant plusieurs jours seuls Tatikoff et le président de NBC Bob Wright étaient au courant de ce projet.
Tartikoff écrit dans ses mémoires que son plus grand regret professionnel fut d'avoir annulé la série Buffalo Bill, série qu'il inclut plus tard dans "programme de rêve" fantastique créé pour un article de TV Guide détaillant son idée du "plus grand réseau encore jamais vu".
Il quitte NBC en 1991, pour devenir le président de Paramount Pictures. Un an plus tard, Brandon Tartikoff quitte ce poste afin de passer du temps avec sa fille, Calla, victime d'un accident de voiture près de leur maison familiale de Lac Tahoe.
En 1994, il fait son retour sur une chaîne nationale avec Last Call, une émission de discussion nocturne récente qu'il produit. Cette même année il produit aussi The Steven Banks Show pour PBS. Puis plus tard de la même année, il commence une brève carrière en tant que président de New World Entertainment. Juste avant sa mort, Tartikoff occupe la présidence du projet "Entertainment Asylum" sur AOL, faisant équipe avec Scott Zakarin pour construire le premier studio d'émission interactif du monde.

### Mort
Tartikoff est mort le 27 août 1997 d'un lymphome de Hodgkin, il avait 48 ans. Il est enterré au cimetière de Mount Sinai Memorial Park, à Los Angeles en Californie.